# Erdinger
L'Erdinger est une Weizenbier ou bière blanche allemande. Elle est brassée en Bavière depuis 1886.
La brasserie Erdinger Weißbräu, située à Erding est fondée par Johann Kienle en 1886. Erdinger devient en 1998 le premier fabricant de bière blanche au monde avec des ventes de 1,3 million d'hectolitres.

## Versions
La bière Erdinger est déclinée en neuf versions :
- Erdinger Weißbier
- Erdinger Dunkel
- Erdinger Kristall
- Erdinger Pikantus
- Erdinger Leicht (allégée en alcool et en calories)
- Erdinger Schneeweiße
- Erdinger Alkoholfrei (sans alcool)
- Erdinger Champ
- Erdinger Urweisse